# Günay Güvenç
Günay Güvenç (Neu-Ulm, 25 juni 1991) is een Duits-Turks profvoetballer die als doelman speelt. Hij tekende in juli 2023 een contract bij Galatasaray tot medio 2026, dat medio 2025 werd verlengd tot medio 2028.

## Clubcarrière
Güvenç speelde voor Stuttgarter Kickers voor hij door Beşiktaş gecontracteerd werd. Die club verhuurde hem tweemaal. In juli 2016 trok hij definitief weg naar Göztepe. In 2018 nam Gaziantep FK hem over. In 2023 trok hij op huurbasis een half seizoen naar Kasımpaşa, nadat zijn club zich terugtrok uit de competitie door de verwoestende aardbeving in de regio. In de zomer van 2023 tekende hij voor drie seizoenen bij Galatasaray als tweede keeper achter Fernando Muslera.

## Erelijst
| Competitie          |             |                  |
| Competitie          | Aantal      | Jaren            |
| Galatasaray         | Galatasaray | Galatasaray      |
| ------------------- | ----------- | ---------------- |
| Süper Lig           | 2x          | 2023/24, 2024/25 |
| Turkse voetbalbeker | 1×          | 2024/25          |
| Turkse supercup     | 1x          | 2023             |